# Ordre de l'Étoile d'Anjouan (Comores)
Pour les articles homonymes, voir Ordre de l'Étoile.
L’ordre de l’Étoile d’Anjouan est un ordre honorifique des Comores institué en 1874 et réorganisé le 18 juin 1892 par le sultan Mohamed-Saïd-Omar. La colonisation française transforme cet ordre, devenu ordre colonial. Il est recréé en 1992 par les Comores indépendantes.

## Histoire

### Au XIXe siècle
Il compte quatre classes à sa fondation.

### Parenthèse coloniale
L'ordre devient français en 1896, est renommé en 1950 puis supprimé en 1963.

### L'ordre contemporain
L'ordre de l’Étoile d’Anjouan est recréé en 1992 par le décret présidentiel no 92-134/PR.
Le grand-maître est le président de la République des Comores. Un conseil de l'ordre travaille à garantir son fonctionnement et à instruire les dossiers.
Les contingents annuels sont de 10 grand croix, 20 grands officiers, 30 commandeurs, 40 officiers et 100 chevaliers.
Les Comoriens doivent justifier de cinq ans de services publics ou huit ans d'activité professionnelles. Les délais minimum de promotions sont de 3 ans pour être promu officier, 2 ans pour être promu commandeur ainsi qu'à chacune des dignités. L'avancement ne peut récompenser que des services nouveaux.
Les étrangers relèvent de contingents particuliers et peuvent être nommés à n'importe quel rang.

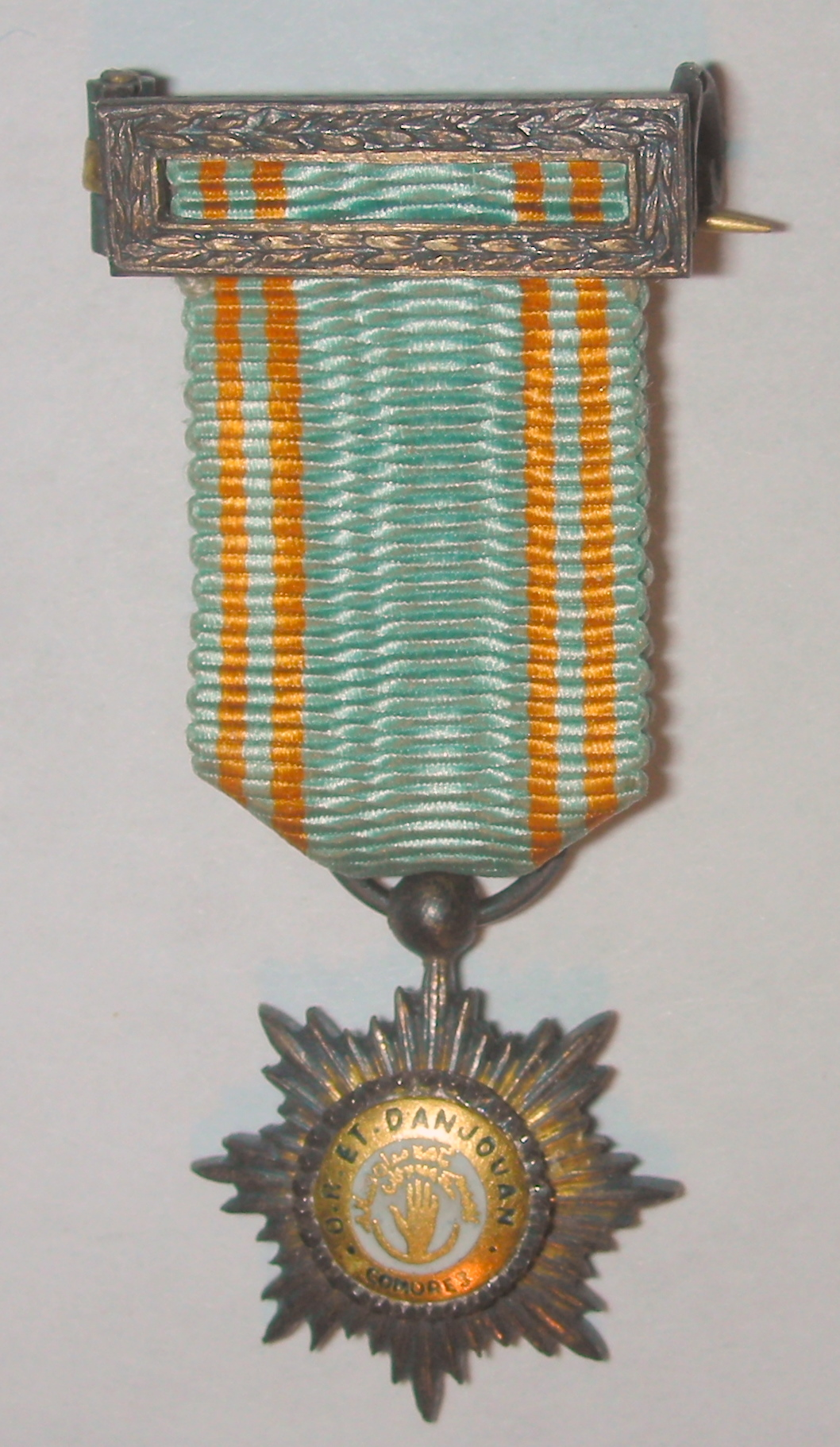
Chevalier
Chevalier
Officier
Commandeur
Grand officier
Grand-croix